# 天桴二
天桴二（天鷹座62），又名BD-01 3887，HD 190299、SAO 144045、HR 7667，是天鷹座的一颗恒星，视星等为5.68，位于銀經40.83，銀緯-16.51，其B1900.0坐标为赤經19h 59m 14s，赤緯-0° -16.51′ 18″。